# Robert van Selby
Robert van Selby (Koninkrijk Engeland, 12e eeuw - Koninkrijk Sicilië, 1152) was een Engelsman die een machtige hoveling werd bij koning Rogier II van Sicilië, de Normandische heerser over Zuid-Italië uit het Huis Hauteville. Robert van Selby was gouverneur van Campanië, veldheer en kanselier van Sicilië (1137-1152).

## Levensloop

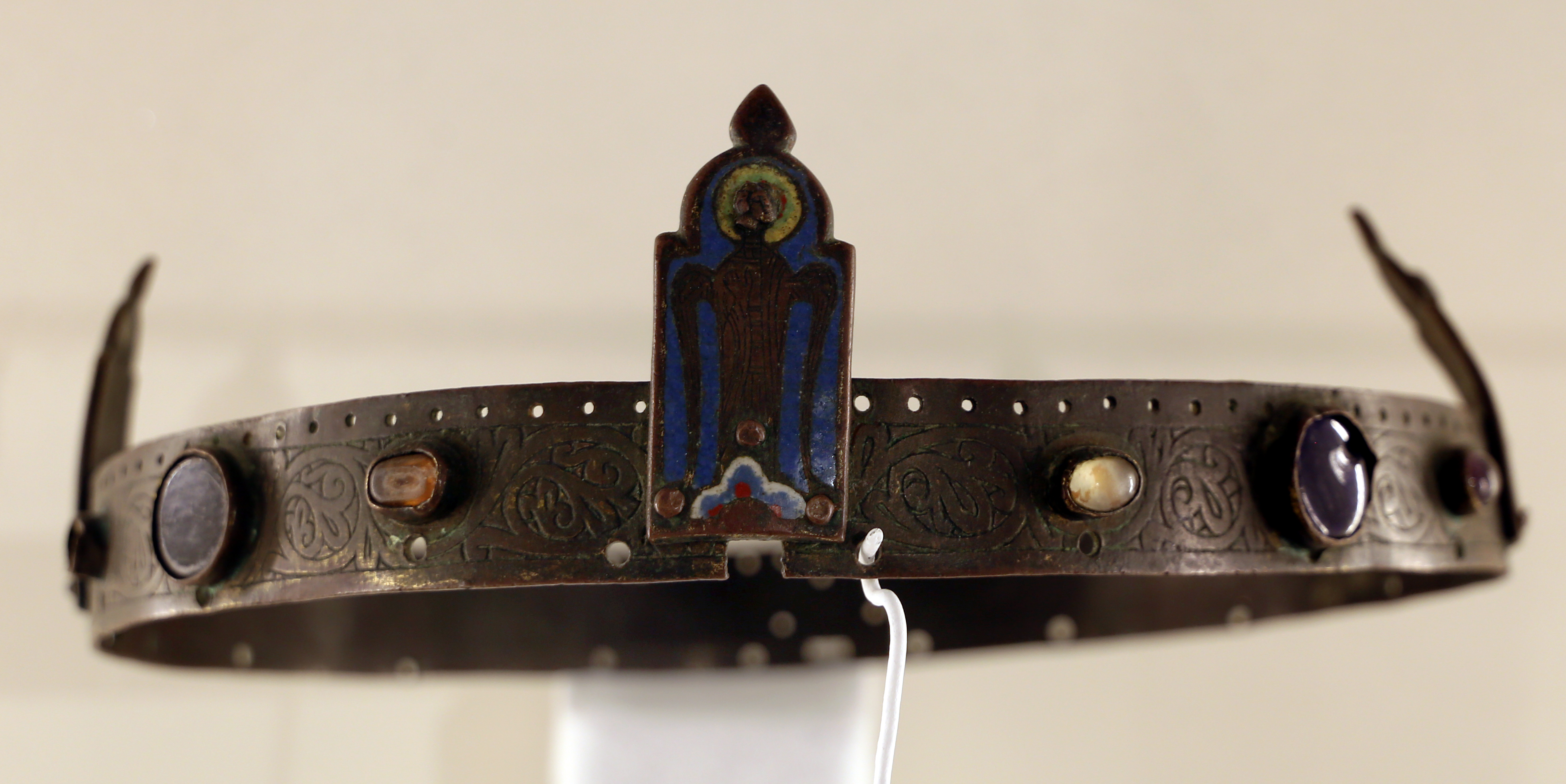
Koningskroon van Rogier II van Sicilië

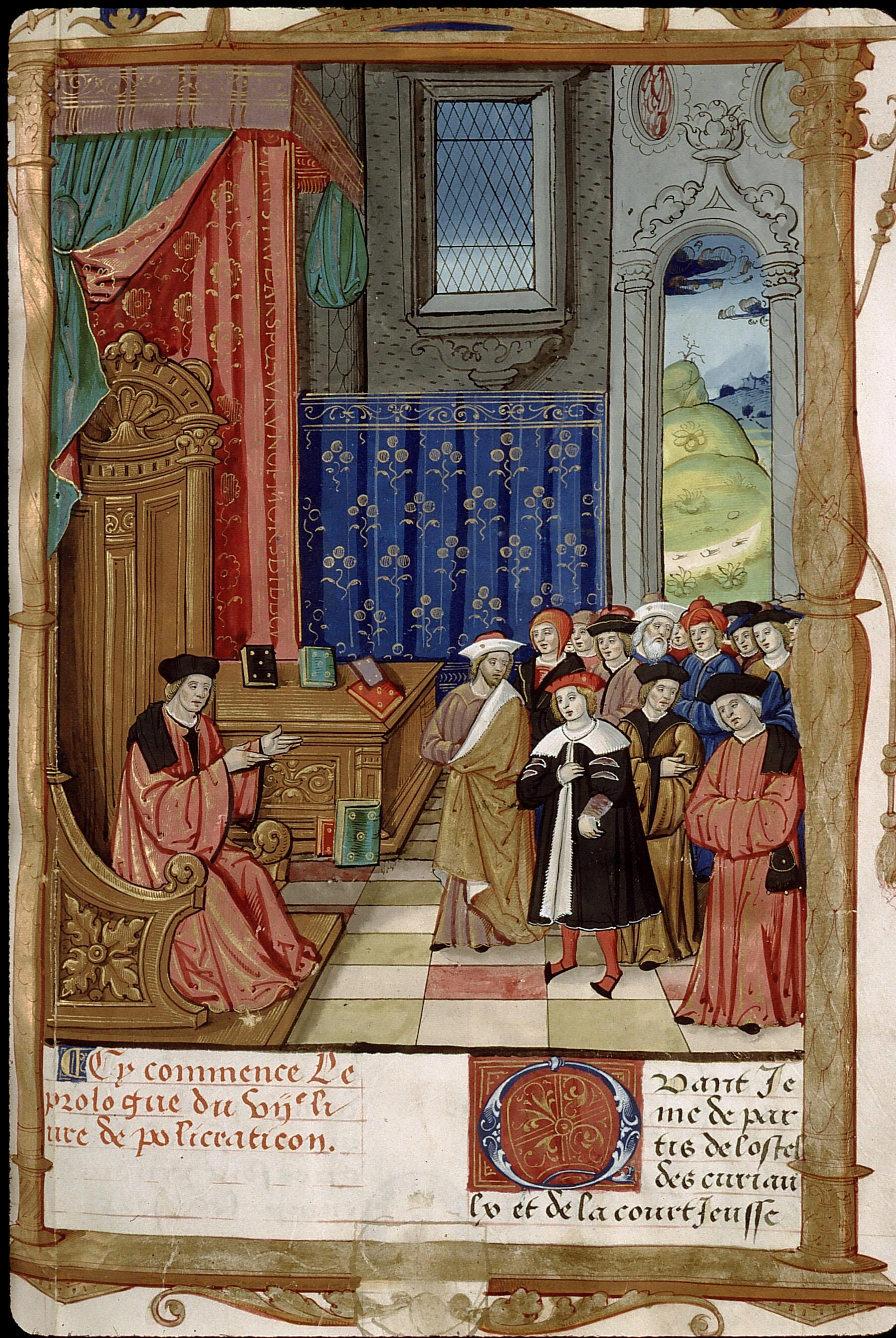
Titelblad van Policraticus door Johannes van Salisbury

### Migratie van Engeland naar Sicilië
Robert van Selby was een Angelsaksisch persoon uit het Anglo-Angevijnse Rijk. Zoals zijn naam suggereert kwam hij uit Selby in Yorkshire. Circa 1130 reisde hij naar Sicilië, een koninkrijk bestuurd door het Normandisch Huis Hauteville. In zijn gevolg zat een kind, Thomas Brun, die nadien jarenlang hoofdklerk was van de staatskanselarij van Sicilië.

### Gouverneur en veldheer
In 1137 benoemde koning Rogier II van Sicilië Robert tot gouverneur van Campanië. Niet alleen Campanië, maar het gehele Zuid-Italiaanse of Siciliaanse vasteland was in oproer sinds 1135. Dit had te maken met het gestook van paus Innocentius II, de bemoeienis van keizer Lotharius III en de ontevredenheid van Normandische edelen. Robert had dan ook onmiddellijk te maken met opstandelingen in Salerno, hoofdstad van Campanië. Robert zag het nutteloze in van de verdediging van Salerno en bood de stad aan aan keizer Lothariuis III. Zo wilde Robert vermijden dat een vloot van de republiek Pisa de stad zou verwoesten, als deel van de chaotische toestand in Zuid-Italië. Robert verliet Salerno. Hij hield zich wel bezig met de ordehandhaving in andere delen van Campanië. 

### Kanselier en veldheer
Nog in 1137 werd Robert kanselier van Sicilië, in opvolging van Jocelyn. Dit maakte van Robert van Selby een van de machtigste hovelingen van koning Rogier II.
Met het Verdrag van Mignano (1139) was het gezag van koning Rogier II hersteld.
In 1143 zegde paus Innocentius II het Verdrag van Mignano op. Robert van Selby rukte met Normandisch-Siciliaanse troepen Benevento binnen. Het voormalige hertogdom Benevento was pauselijk bezit. De bezetting van Benevento was een vergelding voor de actie van Innocentius II, die datzelfde jaar 1143 overleed. 
Nadien kwam Robert nog militair tussen in de Pauselijke Staat. Giordano Pierleoni, broer van tegenpaus Anacletus II, was een volksmenner in Rome. Paus Lucius II sloeg op de vlucht. Diens opvolger Eugenius III lukte het maar niet terug te keren naar Rome, zelfs nadat Pierleoni uit het Romeins bestuur was gezet (1146). In 1149 stonden de troepen van Robert in Rome. Ze voerden paus Eugenius III gewapenderhand naar zijn Paleis van Lateranen.
Robert van Selby overleed in 1152. Vicekanselier Maio van Bari werd in 1154 kanselier, naar aanleiding van de troonsbestijging van Willem I.

## Citaten
- John van Hexham omschreef in 1147 Robert van Selby als ‘de invloedrijkste vriend van koning Rogier II' en als 'een man die leefde in luxe en beladen met eerbewijzen.’
- Johannes van Salisbury (12e eeuw) schreef in zijn Policraticus, hoofdstuk VII, dat 'iedereen Robert van Selby vreesde omwille van zijn vriendschap met koning Rogier II en dat hij gerespecteerd was omwille van zijn eervol leven.'
- John Julius Norwich (20e eeuw) omschreef Robert van Selby als een ‘niet-conformistisch iemand’ en ‘zeker meer extrovert dan koning Rogier II’. Zo illustreerde Norwich dit met een stukje uit Policraticus. Robert onderhandelt met drie geestelijken over smeergeld, want ze wilden alle drie hoofd van het klooster van Avella worden. Robert kloeg ze alle drie aan bij een kerkelijke rechtbank wegens simonie. Siciliaanse bisschoppen zochten naar een andere prior, een integer iemand. Doch Robert behield het smeergeld.